# 5214 Oozora
5214 Oozora este un asteroid din centura principală de asteroizi.

## Descriere
5214 Oozora este un asteroid din centura principală de asteroizi. A fost descoperit pe 13 noiembrie 1990 la Kitami de Atsushi Takahashi și Kazuro Watanabe. El prezintă o orbită caracterizată de o semiaxă mare de 2,19 ua, o excentricitate de 0,10 și o înclinație de 6,1° în raport cu ecliptica.